# Guayana Esequiba
Guayana Esequiba, ook bekend als Territorio del Esequibo of kortweg Essequibo, is de Venezolaanse naam voor een gebied ten westen van de rivier de Essequibo, dat sinds een arbitragevonnis in 1899 deel uitmaakt van Guyaans grondgebied, maar wordt opgeëist door Venezuela, dat beroep doet op het Verdrag van Genève van 17 februari 1966.  
Het gebied heeft een oppervlakte van 159.542 km² en omvat 62% van het Guyanese grondgebied. In 2010 woonden er 283.000 mensen. Dit komt overeen met een bevolkingsdichtheid van 1,77 inwoners per km². Dit betekent dat Guayana Esequiba extreem dunbevolkt is (ter vergelijking: de rest van Guyana telt 8,4 inwoners/km², Venezuela 32 inwoners/km²). 

Guyana Esequiba − de rest van Guyana in oranje

Het enige gebied van Guyana Esequiba onder Venezolaanse controle is Isla de Anacoco in de Cuyuni-rivier, maar dit wordt nog steeds opgeëist door Guyana, dat dit ziet als een onwettige territoriale bezetting door Venezuela. Volgens de Venezolaanse opvatting ligt het hele riviereiland buiten het betwiste gebied. 

## Geschiedenis
Christoffel Columbus, die in Spaanse dienst was, was de eerste Europeaan die tijdens zijn derde reis naar Amerika naar Guyana Esequiba reisde. In 1616 stichtten de Nederlanders de kolonie Essequibo in wat nu Guyana is, maar Karel III verklaarde in 1777 bij decreet het Generaalkapitanaat Venezuela met de Essequibo als de natuurlijke grens met de Nederlandse koloniën, hoewel deze, waaronder Berbice, Essequebo en Demerary, ook gedeeltelijk ten westen van de Essequibo lagen. Met het Brits-Nederlandse Verdrag van 1814 ging een deel van de Nederlandse koloniën over naar Groot-Brittannië, inclusief de gebieden ten oosten van de Essequibo. In 1831 fuseerde Groot-Brittannië Berbice, Demerara en Essequibo om Brits-Guiana te vormen, met de Essequibo als westelijke grens, hoewel veel Britse kolonisten ten westen van de Essequibo woonden.
In 1840 gaf de Britse regering de Duitse botanicus Robert Schomburgk de opdracht om de grenzen tussen Brits-Guiana en Venezuela te bepalen. Met deze taak was hij enkele jaren bezig. De grenslijn die hij definieerde (de zogenaamde Schomburgk-lijn) strekte zich uit over de monding van de Orinoco en daarmee tot in het (huidige) Venezolaanse grondgebied. Deze grens werd niet erkend door Venezuela.

### De arbitrale uitspraak van 1899
Na jaren van onenigheid kwamen Venezuela en het Verenigd Koninkrijk van Groot-Brittannië en Ierland in 1897 overeen zich te onderwerpen aan arbitrage door een internationale commissie van juristen. Deze arbitrale uitspraak die plaatsvond op 3 oktober 1899 was grotendeels in het voordeel van het Verenigd Koninkrijk.

### Heropleving van het conflict
In 1963, toen duidelijk werd dat de Britse kolonie Guyana spoedig onafhankelijk zou worden, begonnen er in Venezuela stemmen te klinken die opriepen om de regio terug te laten keren onder Venezolaanse soevereiniteit. Deze drongen er bij de Venezolaanse regering op aan om in actie te komen voordat Brits-Guiana onafhankelijk werd.
De Venezolaanse regering annuleerde vervolgens de arbitrage in 1899 op grond van het feit dat er procedurefouten waren gemaakt. Aan de vooravond van de onafhankelijkheid van Guyana in 1966 ondertekenden op 17 februari het Verenigd Koninkrijk en Venezuela het Akkoord van Genève, dat voorzag in een bemiddelingscommissie. Maar na vier jaar van onenigheid zonder resultaat werd de commissie ontbonden. In hetzelfde jaar werd het conflict heviger met de Venezolaanse bezetting van Isla de Anacoco, dat werd verdeeld nadat de grens in 1899 werd getrokken.

Venezolaanse kaart met Guayana Esequiba

Daarom werd besloten alle claims voor twaalf jaar te bevriezen. In 1982, aan het einde van deze periode, besloot Venezuela haar claims te hernieuwen en de zaak voor te leggen aan de VN, en in 2006 werd de zaak voorgelegd aan het Secretaris-generaal van de Verenigde Naties.  In november 2007 vond er een incident plaats in het betwiste grensgebied.
Het conflict laaide in het voorjaar van 2015 opnieuw op nadat de nieuwe regering van Guyana concessies had verleend voor de exploratie van oliereserves in het zeegebied van Esequibo aan de Amerikaanse oliemultinational ExxonMobil. De toenmalige Venezolaanse president Hugo Chávez verzekerde de regering van Guyana in 2004 dat zijn land zich niet zou verzetten tegen het verlenen van concessies in het Essequibo-gebied. Guyana legde de zaak in 2018 voor uitspraak voor aan het Internationaal Gerechtshof. Op 30 juni 2020 werd de zaak mondeling behandeld. Venezuela heeft het proces geboycot.
In december 2023 heeft Venezuela een referendum gehouden waar een meerderheid van 95% voor annexatie stemde. President Nicolas Maduro verkondigde kort daarna dat Guayana Esequiba voortaan een regio binnen Venezuela is. Hij benoemde generaal-majoor Alexis Rodriguez Cabello tot gouverneur en stelde een Hoge Commissie voor de Verdediging van Guyana Esequiba in. Op kritiek vanuit de Venezolaanse oppositie werd gereageerd met arrestatiebevelen met de beschuldiging van verraad.

## Huidige juridische status
De opname van Guayana Esequiba tot het Guyaans grondgebied is vastgelegd in de Guyaanse grondwet van 1980 en opnieuw geformuleerd in 1996, waarin wordt vastgelegd dat 
Het grondgebied van de staat omvat de gebieden die onmiddellijk na de vaststelling van deze grondwet deel uitmaakten van het gebied dat onder Guyana valt, samen met andere gebieden die door het parlement tot het grondgebied van de staat zijn verklaard.

Venezuela verklaart ‘a contrario’ in artikel 10 van haar grondwet van 1990: 
Het grondgebied en andere geografische ruimtes van de Republiek komen overeen met het Generaalkapitanaat Venezuela vóór de politieke transformatie die op 19 april 1810 begon, inclusief wijzigingen die voortvloeien uit verdragen en arbitrages die niet ongeldig zijn.

## Bestuurlijke indeling

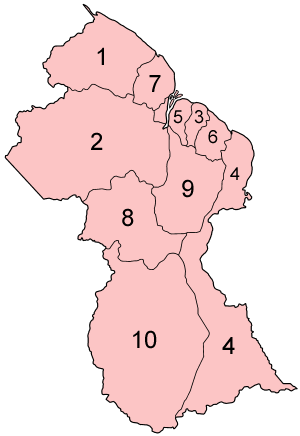
Regio 1, 2, 7, 8 en 10, evenals de helft van regio 5, worden geclaimd door Venezuela.

Guayana Esequiba omvat het geheel van de Guyanese regio's Barima-Waini, Cuyuni-Mazaruni, Pomeroon-Supenaam, Potaro-Siparuni, Upper Takutu-Upper Essequibo en het westelijke deel van de Essequibo Islands-West Demerara.